# Leucula velutina
Leucula velutina är en fjärilsart som beskrevs av Warren. Leucula velutina ingår i släktet Leucula och familjen mätare. Inga underarter finns listade i Catalogue of Life.